# Cynoglossus durbanensis
Cynoglossus durbanensis es una especie de pez de la familia Cynoglossidae en el orden de los Pleuronectiformes.

## Distribución geográfica
Se encuentran en las  costas que van desde Kenia en KwaZulu-Natal y, también, en Zanzíbar y Madagascar.